# فناء خلفي

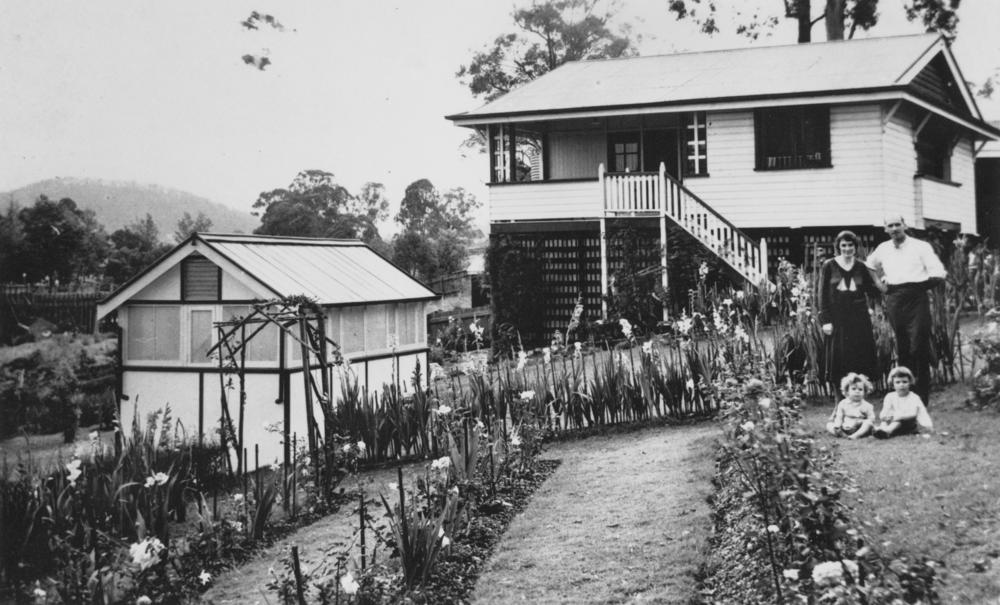
حديقة خلفية في بريزبان، كوينزلاند، أستراليا، عام 1929

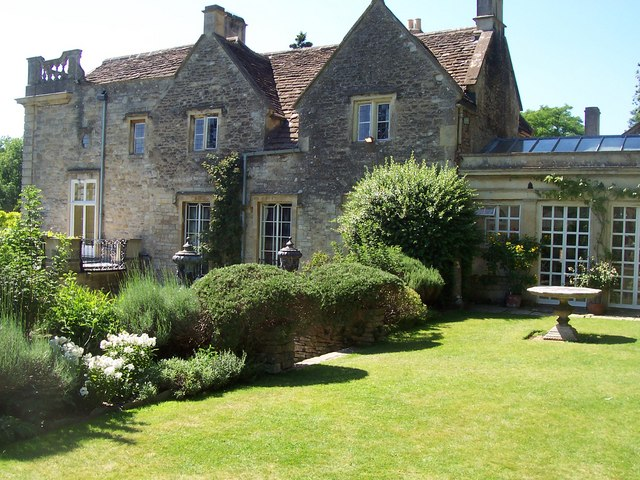
تم تصميم الحديقة الخلفية لقصر إيفورد على يد هارولد بيتو.

الفناء الخلفي (بالإنجليزية: Backyard)‏ (المعروف في المملكة المتحدة باسم الحديقة الخلفية أو مجرد حديقة)، هو ساحة في الجزء الخلفي من المنزل، وهي شائعة في تطورات الضواحي في العالم الغربي.
إنها عادةً حديقة سكنية تقع في الجزء الخلفي من العقار، على الجانب الآخر من المنزل من الفناء الأمامي. وفي حين أن الحدائق الغربية تعتمد بشكل شبه عالمي على النباتات، فإن «الحديقة» (التي قد تعني من الناحية اللغوية اختصارًا لكلمة حديقة نباتية) قد تستخدم النباتات بشكل متفرق أو لا تستخدمها على الإطلاق. وبالتالي، فإن مصطلحي الفناء والحديقة قابلان للتبادل في سياق هذه المقالة في معظم الحالات.

## التاريخ

### المملكة المتحدة
في ثقافة الضواحي والبستنة الإنجليزية، تتمتع الحدائق الخلفية بمكانة خاصة. في بريطانيا يوجد أكثر من 10 ملايين حديقة خلفية. تتطلب التخطيط البريطاني مسافات دنيا بين الوجوه الخلفية للمساكن المجاورة، وبالتالي يكون هناك عادةً مساحة لحديقة خلفية من نوع ما. في بلدان أخرى، مثل أستراليا، لا ينطبق هذا ويميل تفضيل المباني ذات المساحة الكبيرة إلى تقليص المساحة الخلفية.

### أستراليا
في أستراليا، وحتى منتصف القرن العشرين، كان الفناء الخلفي للممتلكات تحتوي تقليديًا على حظيرة للدواجن، ومرحاض خارجي، ومساحة للخضروات، وكومة من الأخشاب. وفي الآونة الأخيرة، تم استبدال هذه بوسائل ترفيه خارجية مثل الشواء وحمام السباحة. ولكن منذ تسعينيات القرن العشرين، كان الاتجاه السائد في التنمية الضواحي الأسترالية هو اختفاء الأفنية الخلفية حيث تشغل المساكن الآن كل قطعة الأرض المبنية تقريبًا.

## الاستخدام
بسبب القيود الجوية، من المعتاد استخدام الحديقة أكثر في الصيف منها في الشتاء، على الرغم من أن بعض الاستخدامات تقليدية، مثل إشعال النار في ليلة إشعال النار، 5 نوفمبر. وبالمثل، فإن الاستخدام النهاري أكثر شيوعًا من الليل.
وظيفيًا، يمكن استخدامه في:
- زراعة الغذاء[3]
- ممارسة الألعاب
- الاسترخاء وحمامات الشمس
- زراعة النباتات
- إيواء الحيوانات الأليفة
- تجفيف الملابس
- صنع كومة سماد
- الهوايات

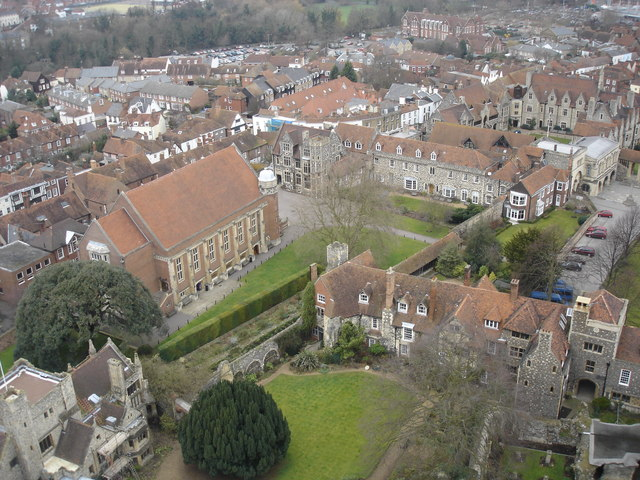
يحتوي الفناء الخلفي لرئيس شمامسة كانتربري على شجرة توت يُقال أن إيراسموس هو من زرعها.

- تحديد موقع دفيئة زراعية أو مخضرة أو سقيفة أو ورشة عمل أو مرحاض خارجي أو مرأب (إذا كان الوصول إلى الطريق ممكنًا)
- الحفلات
- محمية طبيعية
- منطقة آمنة للأطفال
- موقع ملجأ للغارات الجوية مثل ملجأ موريسون في الحرب العالمية الثانية[6]

## المحتويات

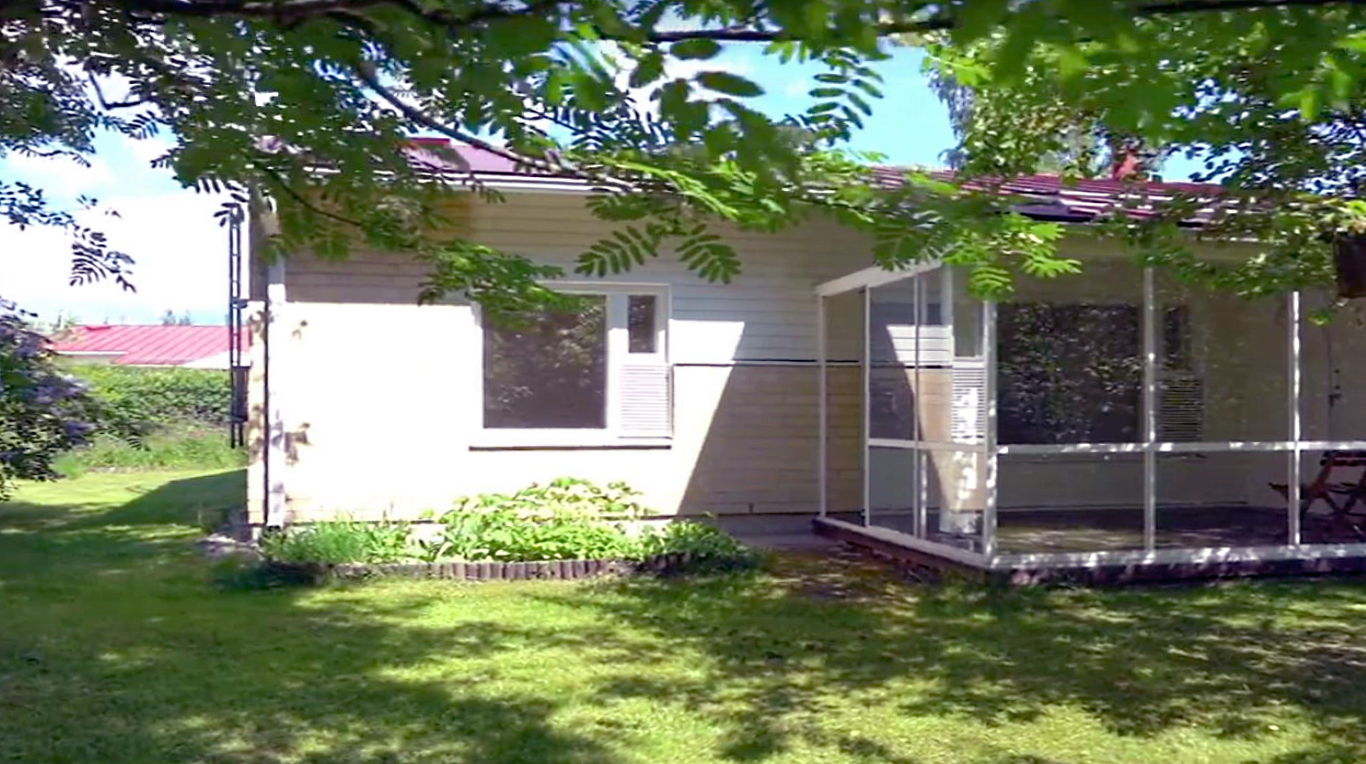
الفناء الخلفي لمنزل في تامبيري، فنلندا

اعتمادًا على حجم الفناء الخلفي، فقد يحتوي على أي عدد من العناصر (أو لا يحتوي على أي عناصر)، مثل:

## معرض الصور

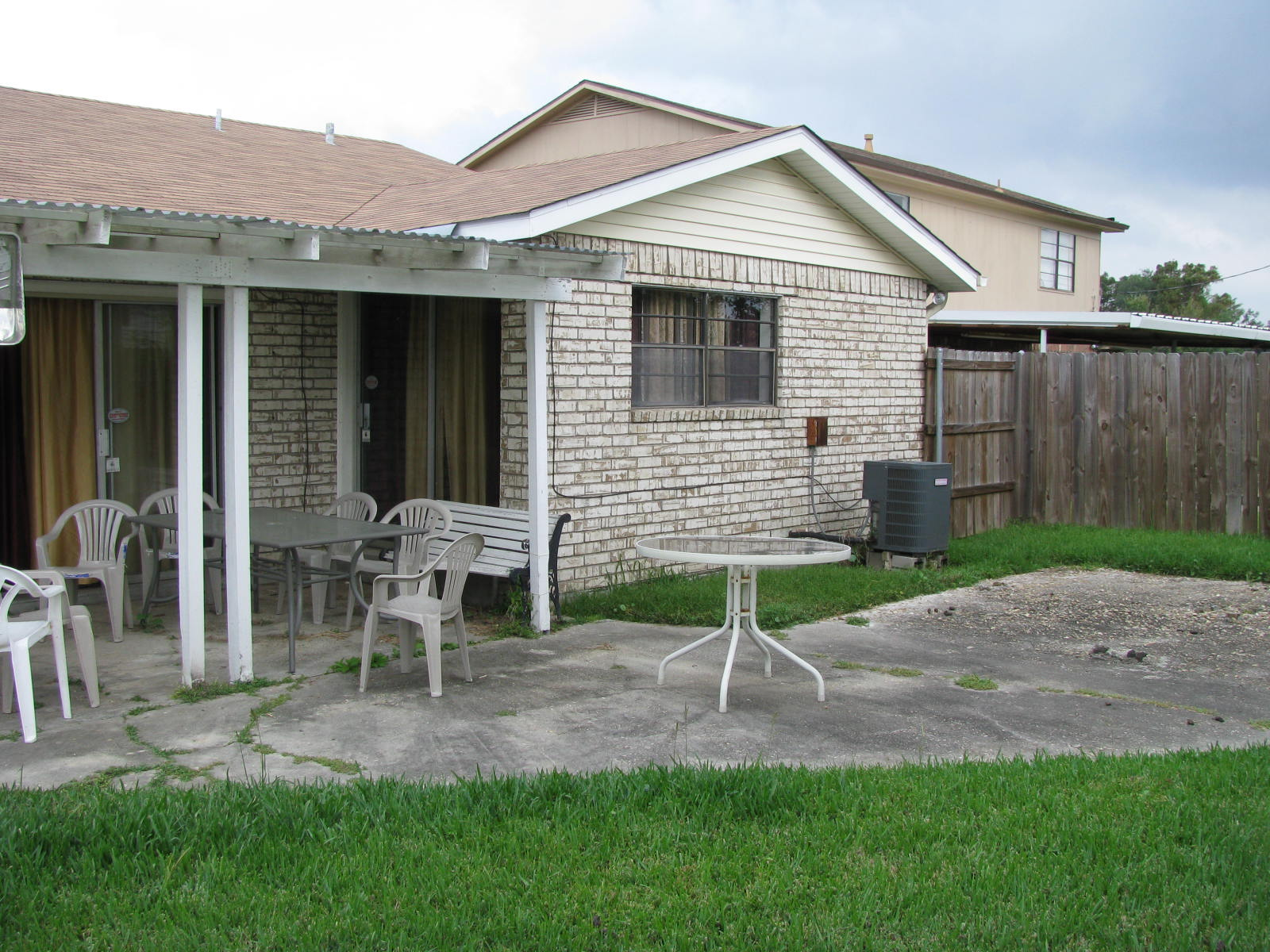
فناء خلفي لمنزل في هارفي، لويزيانا، الولايات المتحدة
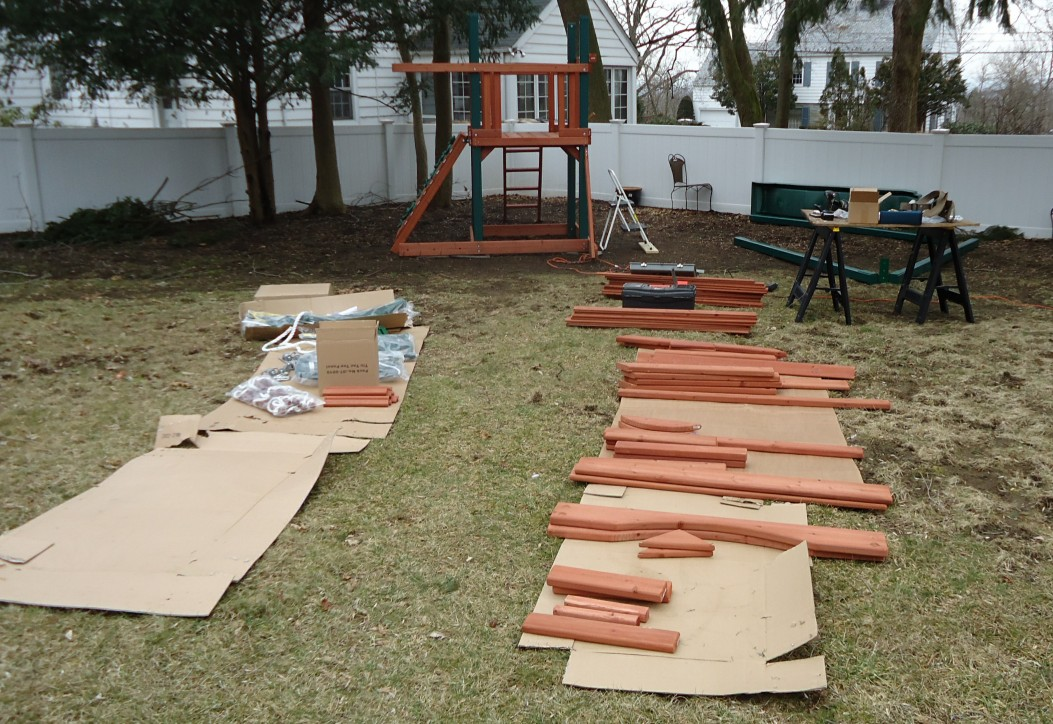
ملعب يتم بناؤه في الفناء الخلفي لمنزل مالك المنزل كجزء من مشروع صيانة
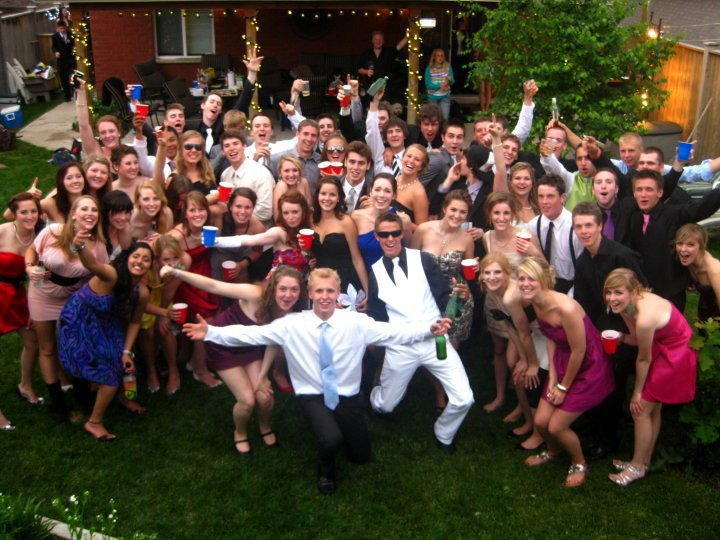
أشخاص يلتقطون صورة أثناء حفلة في الفناء الخلفي في كندا
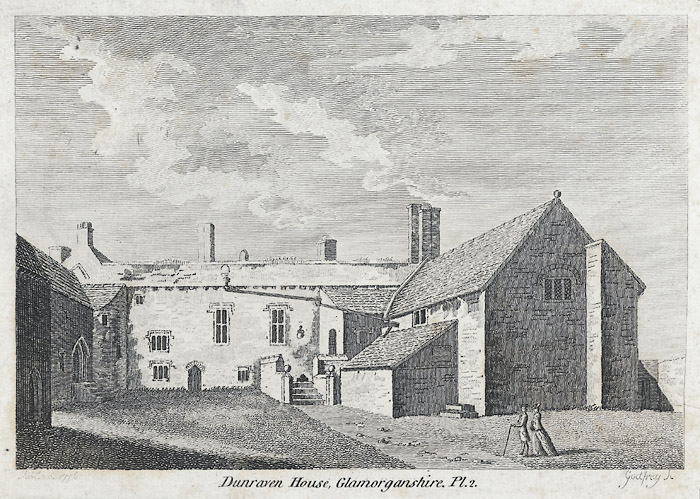
فناء خلفي لمنزل دونرافن، ويلز، 1776
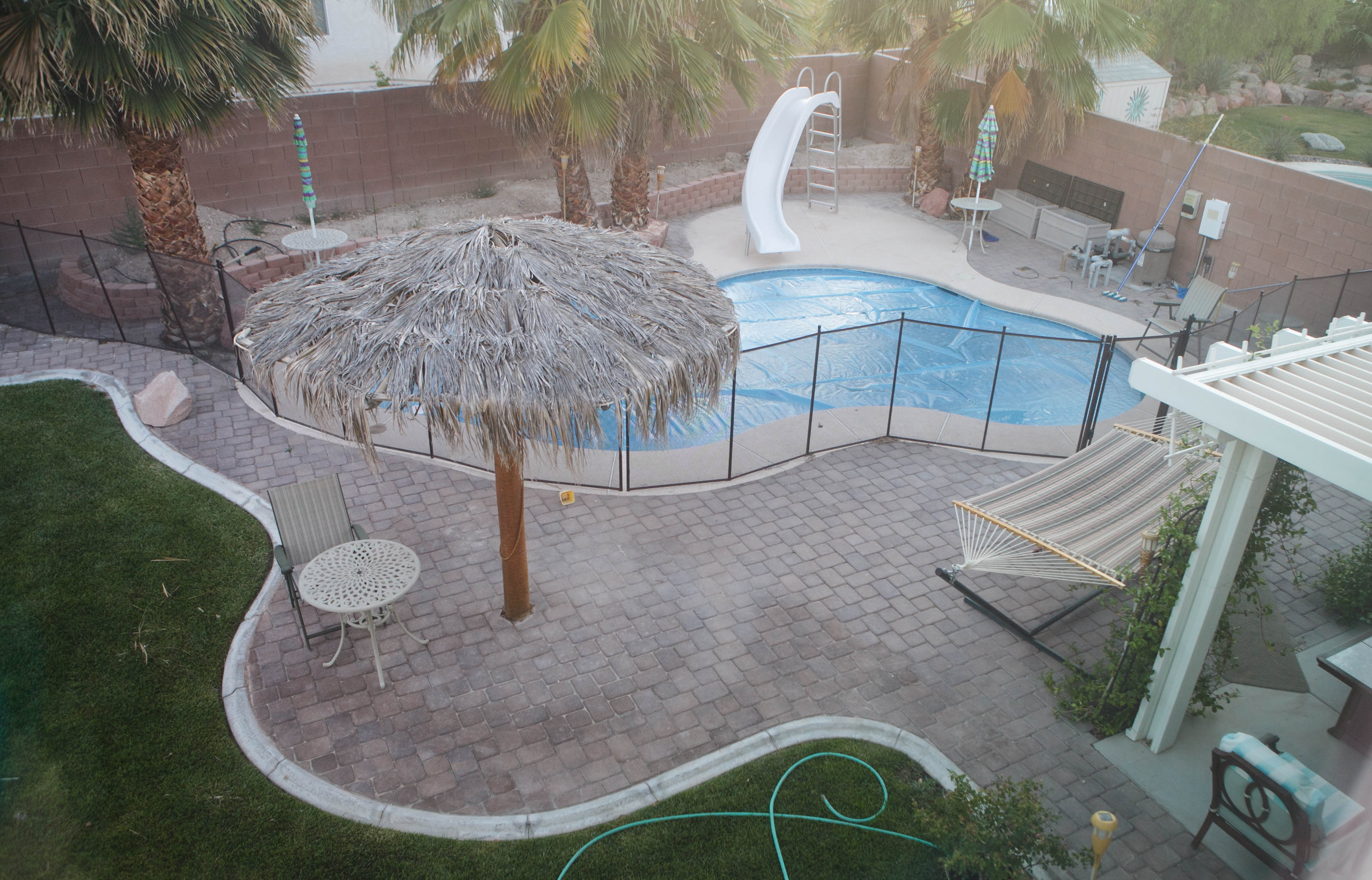
فناء خلفي مع مسبح في لاس فيغاس، نيفادا، الولايات المتحدة